# Giovanni Franken
Giovanni Francesco Zacharias Franken (né le 14 novembre 1979 à Rotterdam, Pays-Bas) est un ex footballeur international des Antilles néerlandaises qui jouait comme milieu de terrain défensif. Il est aujourd'hui entraîneur.

## Biographie

### Carrière de joueur
International des Antilles néerlandaises de 2004 à 2008, Franken dispute les éminatoires des Coupes du monde de 2006 et 2010 (7 matches disputés).

### Carrière d'entraîneur
Nommé sélectionneur d'Aruba à l'occasion du tournoi ABCS de 2013, Franken obtient de bons résultats lors des qualifications à la Coupe caribéenne des nations 2014 qui permettent aux Arubais d'atteindre leur meilleure position au classement FIFA de juin 2014 (120e rang). 
Durant les éliminatoires pour la Coupe du monde 2018, il réussit à qualifier Aruba au 3e tour préliminaire, après avoir pourtant perdu sur le terrain ses deux matches face à l'équipe de la Barbade. En effet, victorieuse 2-0 au match-aller, la Barbade aligne un joueur inéligible au match-retour et, malgré sa victoire 1-0, la FIFA déclare Aruba vainqueur sur tapis vert (3-0). Cependant, en août 2015, Franken est remplacé par Rini Coolen qui assure l'intérim à la tête d'Aruba contre Saint-Vincent-et-les-Grenadines lors dudit 3e tour préliminaire de qualifications.